# Franz Xaver Wernz
 (janvier 2023).
Si vous disposez d'ouvrages ou d'articles de référence ou si vous connaissez des sites web de qualité traitant du thème abordé ici, merci de compléter l'article en donnant les références utiles à sa vérifiabilité et en les liant à la section « Notes et références ».
Franz Xaver Wernz, né le 4 décembre 1842 à Rottweil (royaume de Wurtemberg) et mort le 19 août 1914 à Rome, est un prêtre jésuite allemand, juriste et canoniste, et recteur de l’Université grégorienne. En 1906, il est élu 25e supérieur général de la Compagnie de Jésus.

## Biographie

### Jeunesse et formation
Aîné de huit enfants dans une famille de commerçants, il fait des études de commerce, mais à 14 ans il a déjà décidé d’entrer dans la Compagnie de Jésus. Cela l’oblige à étudier grec et latin, avant d’entrer au noviciat. Arrivé le 27 septembre, il est admis comme novice le 5 décembre 1857, à Gorheim, près de Sigmaringen. Deux ans plus tard, il prononce ses vœux religieux(1859).
Il complète le cycle d’études jésuites par la théologie et il est ordonné prêtre à Andernach, le 28 mai 1871. Les lois anti-religieuses du Kulturkampf de Bismarck le contraignent à quitter l'Allemagne en 1872. Wernz enseigne d’abord les lettres au Collège Stella Matutina de Feldkirch, en Autriche et fait ensuite son Troisième An à Exaten (Pays-Bas) (1872-1873).
Les jeunes étudiants jésuites allemands le rejoignant en exil en Angleterre (Ditton Hall), en 1875, il est chargé de leur enseigner le droit canon, après s’y être formé pendant deux ans sous la direction de Theodor Granderath (de).

### Appelé à Rome
En 1882, Wernz est appelé à Rome pour enseigner le droit canon à l’université grégorienne. Il vivra à Rome jusqu’à sa mort. Parallèlement à l’enseignement, il est consulteur et canoniste de plusieurs congrégations du Saint-Siège. Il écrit abondamment et est l’auteur en particulier d’un Jus Decretalium, fort apprécié de Pie X, qui est devenu un ouvrage classique de Droit canon. Certains de ses avis sur des questions particulièrement complexes couvrent jusqu’à une centaine de pages! En 1904, à la demande du pape, il met en chantier la rénovation du code de droit canonique. Le nouveau code sera promulgué en 1917.

### Supérieur général des Jésuites

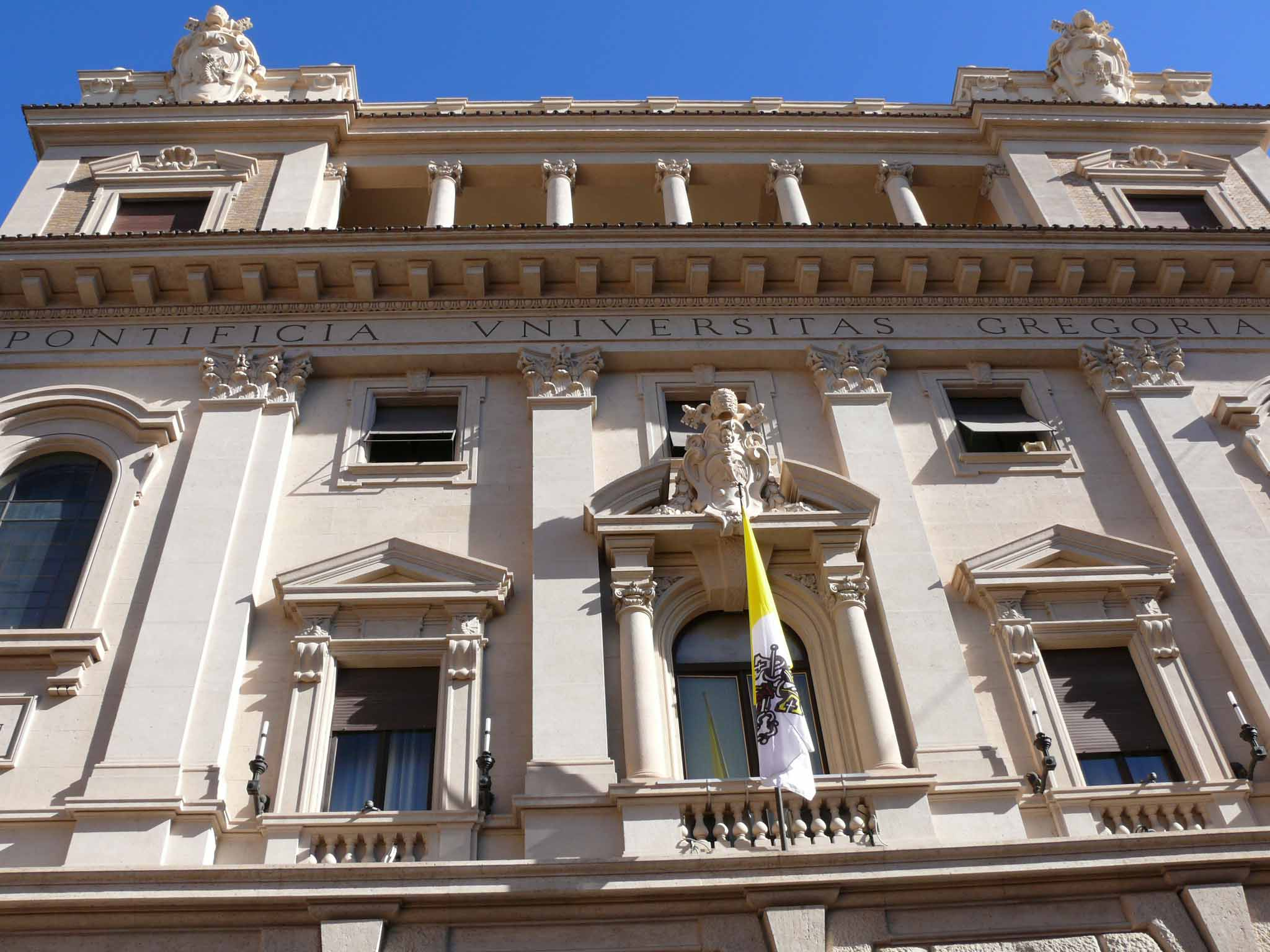
Rome : façade de l'Université grégorienne

Électeur d’Allemagne et recteur de l’Université grégorienne depuis 1904, Wernz participe à la congrégation générale de septembre 1906 convoquée pour élire un successeur à Luis Martin mort quelques mois auparavant. Le 8 septembre, au troisième tour de scrutin, Franz Xaver Wernz est élu supérieur général de la Compagnie de Jésus.
Immédiatement après l’élection, la congrégation doit faire face à une situation délicate et sans précédent. Le pape lui-même a envoyé deux « postulats » demandant aux membres de la Congrégation générale d’en délibérer en toute liberté. Le premier demande une pleine adhésion de la Compagnie de Jésus à la lettre Gravissime nos de Léon XIII (1892) en ce qui concerne l’organisation des études ecclésiastiques. Le second recommande à la Compagnie son ancienne mission du Japon, et tout particulièrement qu’elle y fonde un institut d’études supérieures. La congrégation passe un décret (décret 6) dans le sens souhaité, et en confie l’exécution au père Wernz.
Une troisième demande du pape, concernant le travail des bollandistes (soupçonnés de modernisme) ne fait pas l’objet de décret, la Congrégation générale se contentant de rappeler les normes de contrôle interne à appliquer avant qu’un jésuite ne soit autorisé à publier un livret.

### Gouvernement

#### Crise moderniste
Le père Wernz vit et gouverne en pleine crise moderniste. Même s'il n’a de cesse d’exprimer sa totale fidélité (et celle de la Compagnie) au pape, la Compagnie est de facto mise sous tutelle directe du pontife, en raison de suspicions de sympathie à l'égard du modernisme. Wernz est tenu de suivre scrupuleusement les orientations données par le Saint-Siège. Lui-même recommande « surveillance, sévérité et précaution » dans les nominations professorales de jésuites. L’élévation au cardinalat du jésuite français Louis Billot (en 1911) est perçu dans la Compagnie comme une marque de défiance du pape à son égard. Billot est en effet un des anti-modernistes les plus durs de la curie. Il avait collaboré de près à la rédaction de l’encyclique Pascendi de 1907.
Franz Xaver Wernz prend la défense de l’apostolat social de Gustave Desbuquois et son « Action populaire » - également accusé de modernisme - devant le cardinal Merry del Val. Il protège les bollandistes de mesures qui seraient prises à leur encontre, en multipliant les censures et contrôles internes, et recommandant une approche critique historique qui ne « néglige pas la vision spirituelle de l’hagiographie »[pas clair].
Souvent classé comme « conservateur modéré » il interdit aux jésuites de collaborer aux revues catholiques intégristes italiennes L'unità cattolica et La Riscossa. Tout cela fait que lui-même, dans cette atmosphère de chasse aux sorcières, n’échappe pas plus que d’autres à l’accusation de « modernisme »... La violence de la presse intégriste à son égard est telle que la Congrégation générale, rassemblée après sa mort pour lui élire un successeur (1915), juge bon de passer un décret défendant sa mémoire (décret 18).

#### Direction de la Compagnie
Le père Wernz met en pratique les directives de la Congrégation générale, allant toutes dans le sens d’une grande prudence : sérieux de l’orthodoxie dans l’enseignement, précaution dans les lectures, vision surnaturelle des faits bibliques, méfiance vis-à-vis des « nouveautés » et préférence pour la « doctrine sûre », observance religieuse plus stricte, surtout en ce qui concerne la pauvreté. Wernz agit et gouverne en juriste : « une loi claire n’a pas besoin d’interprétation ».
Dans le même esprit du temps, une préoccupation majeure est la discipline religieuse et la régularité de vie, même si les temps sont difficiles : les jésuites sont exilés de France, d’Allemagne, du Portugal, et en situation difficile en Italie. Par ailleurs, pour renforcer l’unité de la Compagnie, il lance les Acta Romana, une revue qui communique aux provinces et communautés les décisions prises à Rome.
Le nombre de jésuites continue à augmenter durant ces premières années du XXe siècle. Le développement est plus marqué en Amérique du Nord où quatre nouvelles provinces jésuites sont érigées: Canada, Californie, Nouvelle-Orléans et Mexique. En réponse au décret de la Congrégation Générale, il ouvre l’université Sophia de Tokyo. La Compagnie dans son ensemble est invitée à participer à ce projet.

#### Autres initiatives
Il encourage les congrégations mariales et les études historiques sur la Compagnie (l’œuvre des MHSI commencée par son prédécesseur).
Le 7 mai 1909, Pie X fonde l’institut biblique de Rome et le confie à la Compagnie : une autre réponse au défi du modernisme, cette fois dans le domaine de la recherche en sciences bibliques. Franz Xaver Wernz réagit avec promptitude et nomme directeur un bibliste jésuite allemand, Léopold Fonck, connu pour son opposition au dominicain Marie-Joseph Lagrange.
Le centenaire de la restauration de la compagnie (en 1914) est l’occasion de plusieurs lettres circulaires où il invite à la rénovation spirituelle intérieure, à l’action de grâce et à une fidélité profonde au pape dans l’esprit traditionnel de la Compagnie. Il encourage également à accepter avec foi et fortitude les persécutions. Pas de triomphalisme dans la célébration du centenaire, qui d’ailleurs tourne court car interrompue par l’ouverture des hostilités de la Première Guerre mondiale.

### Décès
Quelques semaines plus tard, le 19 août 1914, Franz-Xaver Wernz meurt à Rome. Les derniers mois de sa vie sont marqués d’une amertume grandissante, due à ce qu’il perçoit comme une perte de confiance de la part du pape. Son « ni modernisme, ni intégrisme » ne plaisait pas aux conseillers les plus proches de Pie X.
Le pape Pie X meurt le lendemain, 20 août.